# Kryscina Cimanoŭskaja
Kryscina Sjarhiejeŭna Cimanoŭskaja (in bielorusso Крысціна Сяргееўна Ціманоўская?, in russo Кристина Сергеевна Тимановская?, Kristina Sergeevna Timanovskaja; Klimavičy, 19 novembre 1996) è una velocista bielorussa naturalizzata polacca.

## Biografia
Ha iniziato a praticare l'atletica leggera all'età di 14 anni, quando vinse medaglie d'argento nei 100 e 200 metri al campionato bielorusso di Grodno 2014. Il suo debutto a livello internazionale giovanile risale al 2015, quando ha preso parte ai campionati europei juniores di Eskilstuna, dove si è classificata sesta nei 100 metri piani, mentre non è riuscita a superare le qualificazioni dei 200 metri piani e della staffetta 4×100 metri. Nel 2016 ha conquistato le sue due prime medaglie d'oro ai campionati nazionali bielorussi assoluti nei 100 e 200 metri piani.
Nel 2017, dopo essere arrivata in semifinale ai campionati europei indoor di Belgrado nei 60 metri piani, ha conquistato la medaglia d'argento nei 100 metri piani ai campionati europei under 23 di Bydgoszcz, dove si è anche classificata quarta nei 200 metri piani.
Nel 2018 ha corso i 60 metri piani ai campionati mondiali indoor di Birmingam, fermandosi alle batterie di qualificazione; pochi mesi dopo ha raggiunto le semifinali dei 100 e 200 metri piani ai campionati europei di Berlino, senza però riuscire ad approdare in finale.
Nel 2019, dopo il settimo posto nei 60 metri piani agli europei indoor di Glasgow, ha conquistato la medaglia d'argento nei 100 metri piani ai Giochi europei di Minsk e successivamente la medaglia d'oro nei 200 metri piani alle Universiadi di Napoli, che l'anno vista anche al sesto posto nei 100 metri piani. Nell'autunno di quell'anno ha anche esordito ai mondiali all'aperto di Doha, concludendo la sua gara sui 200 metri piani in batteria di qualificazione.
Dopo l'eliminazione in batteria di qualificazione ai campionati europei indoor di Toruń nei 60 metri piani, vince il campionato bielorusso 2020 nei 100 e 200 metri piani, qualificandosi così ai Giochi olimpici di Tokyo.

### I Giochi olimpici di Tokyo 2020
Nel 2021 ha preso parte ai Giochi olimpici di Tokyo (posticipati di un anno a causa della pandemia di COVID-19). Ha concluso la sua corsa sui 100 metri piani al quarto posto in batteria di qualificazione con il tempo di 11"47, risultato non sufficiente per passare in semifinale. Avrebbe dovuto partecipare anche alla gara dei 200 metri piani, ma la sua iscrizione è stata ritirata da parte dal Comitato Olimpico Bielorusso.
Il Comitato Olimpico Bielorusso aveva infatti iscritto Cimanoŭskaja a sua insaputa e senza preavviso alla staffetta 4×400 metri, gara per la quale non si era preparata, poiché altre due atlete della squadra bielorussa non avevano completato tutti i test antidoping necessari per gareggiare. L'atleta ha pubblicamente criticato il suo allenatore e il Comitato e lo stesso Comitato Olimpico Bielorusso ha cancellato così la sua iscrizione alla gara dei 200 metri piani, decisione contro la quale si è appellata al Tribunale Arbitrale dello Sport, ma senza successo.
Cimanoŭskaja ha riferito che alcuni funzionari bielorussi sono entrati nella sua stanza intimandole di fare le valigie per poi scortarla, contro la sua volontà, all'Aeroporto Internazionale di Tokyo per farla imbarcare su un volo per il rimpatrio in Bielorussia. Dall'aeroporto l'atleta ha pubblicato sul canale Telegram della Belarusian Sport Solidarity Foundation, un gruppo che sostiene gli atleti incarcerati o discriminati per le loro opinioni politiche, un video dove ha chiesto aiuto direttamente al Comitato Olimpico Internazionale. Nello stesso tempo si è rivolta alla polizia giapponese che ha fermato il suo imbarco. Successivamente i dirigenti del CIO hanno comunicato di aver portato l'atleta bielorussa in una località sicura e di aver chiesto chiarimenti al Comitato Olimpico Bielorusso, che ha giustificato il ritiro dell'atleta con una situazione psicologica precaria di Cimanoŭskaja.
L'atleta ha chiesto quindi asilo politico, appello che è stato raccolto, tramite il ministro degli esteri Marcin Przydacz, dalla Polonia, che l'ha ospitata presso la propria ambasciata a Tokyo per poi fornirle un visto umanitario per poter prendere un volo per Varsavia.

### Cittadinanza polacca e ritorno alle competizioni internazionali
Nel giugno del 2022 ottiene la cittadinanza polacca, e nell'agosto 2023 la World Athletics ha rinunciato al normale periodo di attesa di tre anni per i cambi di nazionalità, consentendole di competere per la Polonia. Questo le permette di partecipare ai campionati del mondo di Budapest, in cui è giunta 5ª nella staffetta 4x100 m. Ai mondiali è stata eliminata in batteria nei 100 m e in semifinale nei 200 m.

## Progressione

### 60 metri piani indoor
| Stagione  | Tempo | Luogo      | Data      | Rank. Mond. |
| --------- | ----- | ---------- | --------- | ----------- |
| 2022/2023 | 7"23  | Toruń      | 22-1-2023 |             |
| 2020/2021 | 7"28  | Mahilëŭ    | 12-2-2021 |             |
| 2019/2020 | 7"23  | Mondeville | 1-2-2020  |             |
| 2018/2019 | 7"21  | Minsk      | 18-1-2019 |             |
| 2017/2018 | 7"25  | Mahilëŭ    | 17-1-2018 |             |
| 2016/2017 | 7"21  | Mahilëŭ    | 18-2-2017 |             |
| 2015/2016 | 7"49  | Mahilëŭ    | 20-2-2016 |             |
| 2014/2015 | 7"58  | Minsk      | 16-1-2015 |             |
| 2013/2014 | 7"63  | Minsk      | 17-1-2014 |             |
| 2012/2013 | 7"71  | Brėst      | 16-2-2013 |             |

### 100 metri piani
| Stagione | Tempo | Luogo        | Data      | Rank. Mond. |
| -------- | ----- | ------------ | --------- | ----------- |
| 2023     | 11"16 | Varsavia     | 9-7-2023  |             |
| 2022     | 11"31 | Varsavia     | 11-6-2022 |             |
| 2021     | 11"22 | Sankt Pölten | 3-6-2021  |             |
| 2020     | 11"51 | Minsk        | 31-7-2020 |             |
| 2019     | 11"23 | Minsk        | 30-8-2019 |             |
| 2018     | 11"04 | Minsk        | 11-7-2018 |             |
| 2017     | 11"28 | Ellwangen    | 20-5-2017 |             |
| 2016     | 11"46 | Sopot        | 28-7-2016 |             |
| 2015     | 11"61 | Hrodna       | 24-7-2015 |             |
| 2014     | 11"87 | Hrodna       | 24-7-2014 |             |
| 2013     | 11"87 | Donec'k      | 25-5-2013 |             |

### 200 metri piani
| Stagione | Tempo | Luogo    | Data      | Rank. Mond. |
| -------- | ----- | -------- | --------- | ----------- |
| 2023     | 22"75 | Varsavia | 9-7-2023  |             |
| 2022     | 23"31 | Varsavia | 19-6-2022 |             |
| 2021     | 23"17 | Minsk    | 26-6-2021 |             |
| 2020     | 23"24 | Minsk    | 26-6-2020 |             |
| 2019     | 22"78 | Minsk    | 31-8-2019 |             |
| 2018     | 22"92 | Stettino | 15-8-2018 |             |
| 2017     | 23"13 | Hrodna   | 6-7-2017  |             |
| 2016     | 23"80 | Hrodna   | 25-6-2016 |             |
| 2015     | 23"92 | Hrodna   | 25-7-2015 |             |
| 2014     | 24"14 | Hrodna   | 25-7-2014 |             |
| 2013     | 26"01 | Donec'k  | 26-5-2013 |             |

### 200 metri piani indoor
| Stagione  | Tempo | Luogo   | Data      | Rank. Mond. |
| --------- | ----- | ------- | --------- | ----------- |
| 2022/2023 | 23"45 | Toruń   | 29-1-2023 |             |
| 2019/2020 | 23"62 | Mahilëŭ | 22-2-2020 |             |
| 2018/2019 | 23"62 | Mahilëŭ | 30-1-2019 |             |
| 2017/2018 | 24"76 | Homel'  | 3-2-2018  |             |
| 2016/2017 | 23"66 | Mahilëŭ | 19-2-2017 |             |
| 2014/2015 | 24"66 | Mahilëŭ | 21-2-2015 |             |
| 2013/2014 | 25"36 | Mahilëŭ | 28-2-2014 |             |
| 2012/2013 | 28"94 | Brėst   | 17-2-2013 |             |

## Palmarès
| Anno                                | Manifestazione   | Sede       | Evento      | Risultato   | Prestazione | Note         |
| ----------------------------------- | ---------------- | ---------- | ----------- | ----------- | ----------- | ------------ |
| In rappresentanza della Bielorussia |                  |            |             |             |             |              |
| 2015                                | Europei juniores | Eskilstuna | 100 m piani | 6ª          | 11"85       |              |
| 2015                                | Europei juniores | Eskilstuna | 200 m piani | Batteria    | 24"51       |              |
| 2015                                | Europei juniores | Eskilstuna | 4×100 m     | Batteria    | 46"44       |              |
| 2017                                | Europei indoor   | Belgrado   | 60 m piani  | Semifinale  | 7"39        |              |
| 2017                                | Europei U23      | Bydgoszcz  | 100 m piani | Argento     | 11"54       |              |
| 2017                                | Europei U23      | Bydgoszcz  | 200 m piani | 4ª          | 23"32       |              |
| 2018                                | Mondiali indoor  | Birmingham | 60 m piani  | Batteria    | 7"37        |              |
| 2018                                | Europei          | Berlino    | 100 m piani | Semifinale  | 11"34       |              |
| 2018                                | Europei          | Berlino    | 200 m piani | Semifinale  | 23"03       |              |
| 2019                                | Europei indoor   | Glasgow    | 60 m piani  | 7ª          | 7"26        |              |
| 2019                                | Giochi europei   | Minsk      | 100 m piani | Argento     | 11"36       |              |
| 2019                                | Universiadi      | Napoli     | 100 m piani | 6ª          | 11"44       |              |
| 2019                                | Universiadi      | Napoli     | 200 m piani | Oro         | 23"00       |              |
| 2019                                | Mondiali         | Doha       | 200 m piani | Batteria    | 23"22       |              |
| 2021                                | Europei indoor   | Toruń      | 60 m piani  | Batteria    | dq          |              |
| 2021                                | Giochi olimpici  | Tokyo      | 100 m piani | Batteria    | 11"47       |              |
| In rappresentanza della Polonia     |                  |            |             |             |             |              |
| 2023                                | Mondiali         | Budapest   | 100 m piani | Batteria    | 11"32       | [ 6 ]        |
| 2023                                | Mondiali         | Budapest   | 200 m piani | Semifinale  | 23"34       | [ 7 ] [ 8 ]  |
| 2023                                | Mondiali         | Budapest   | 4x100 m     | 5ª          | 42"66       | [ 9 ] [ 10 ] |
| 2024                                | World Relays     | Nassau     | 4x100 m     | Finale      | dnf         |              |
| 2024                                | Europei          | Roma       | 200 m piani | Semifinale  | 23"34       |              |
| 2024                                | Europei          | Roma       | 4x100 m     | Finale      | dnf         |              |
| 2024                                | Giochi olimpici  | Parigi     | 200 m piani | Ripescaggio | 23"01       |              |
| 2024                                | Giochi olimpici  | Parigi     | 4×100 m     | Batteria    | 42"86       |              |
| 2025                                | World Relays     | Guangzhou  | 4×100 m     | Batteria    | dq          |              |

## Campionati nazionali
- 6 volte campionessa bielorussa assoluta dei 100 metri piani (2016, 2017, 2018, 2019, 2020, 2021)
- 6 volte campionessa bielorussa assoluta dei 200 metri piani (2016, 2017, 2018, 2019, 2020, 2021)
- 5 volte campionessa bielorussa assoluta dei 60 metri piani indoor (2017, 2018, 2019, 2020, 2021)
- 3 volta campionessa bielorussa assoluta dei 200 metri piani indoor (2017, 2019, 2020)
- 1 volta campionessa bielorussa under 20 dei 60 metri piani indoor (2015)
- 1 volta campionessa bielorussa under 20 dei 200 metri piani indoor (2015)
- 1 volta campionessa bielorussa under 18 dei 60 metri piani indoor (2013)

2013
- Bronzo ai campionati bielorussi under 20 indoor, 60 m piani - 7"83
- Oro ai campionati bielorussi under 18 indoor, 60 m piani - 7"71
- 4ª ai campionati bielorussi under 18 indoor, 200 m piani - 28"94

2014
- Bronzo ai campionati bielorussi assoluti indoor, 60 m piani - 7"66
- Eliminata in batteria ai campionati bielorussi assoluti indoor, 200 m piani - 26"39
- Argento ai campionati bielorussi assoluti, 100 m piani - 11"97
- Argento ai campionati bielorussi assoluti, 200 m piani - 24"14

2015
- Oro ai campionati bielorussi under 20 indoor, 60 m piani - 7"69
- Oro ai campionati bielorussi under 20 indoor, 200 m piani - 24"79
- Argento ai campionati bielorussi assoluti indoor, 200 m piani - 24"66
- Argento ai campionati bielorussi assoluti, 100 m piani - 11"61
- Argento ai campionati bielorussi assoluti, 200 m piani - 23"92

2016
- Bronzo ai campionati bielorussi assoluti indoor, 60 m piani - 7"49
- Oro ai campionati bielorussi assoluti, 100 m piani - 11"62
- Oro ai campionati bielorussi assoluti, 200 m piani - 23"87

2017
- Oro ai campionati bielorussi assoluti indoor, 60 m piani - 7"21
- Oro ai campionati bielorussi assoluti indoor, 200 m piani - 23"66
- Oro ai campionati bielorussi assoluti, 100 m piani - 11"52
- Oro ai campionati bielorussi assoluti, 200 m piani - 23"13

2018
- Oro ai campionati bielorussi assoluti indoor, 60 m piani - 7"30
- Non arrivata ai campionati bielorussi assoluti indoor, 200 m piani
- Oro ai campionati bielorussi assoluti, 100 m piani - 11"09
- Oro ai campionati bielorussi assoluti, 200 m piani - 23"54

2019
- Oro ai campionati bielorussi assoluti indoor, 60 m piani - 7"24
- Oro ai campionati bielorussi assoluti indoor, 200 m piani - 23"62
- Oro ai campionati bielorussi assoluti, 100 m piani - 11"23
- Oro ai campionati bielorussi assoluti, 200 m piani - 22"78

2020
- Oro ai campionati bielorussi assoluti indoor, 60 m piani - 7"25
- Oro ai campionati bielorussi assoluti indoor, 200 m piani - 23"62
- Oro ai campionati bielorussi assoluti, 100 m piani - 11"51
- Oro ai campionati bielorussi assoluti, 200 m piani - 23"44

2021
- Oro ai campionati bielorussi assoluti indoor, 60 m piani - 7"28
- Eliminata in batteria ai campionati bielorussi assoluti indoor, 200 m piani
- Oro ai campionati bielorussi assoluti, 100 m piani - 11"41
- Oro ai campionati bielorussi assoluti, 200 m piani - 23"17

## Altre competizioni internazionali
2014
- 6ª in First League ai campionati europei a squadre ( Tallinn), staffetta 4×100 m - 45"58

2015
- 6ª in Super League ai campionati europei a squadre ( Čeboksary), 200 m piani - 24"61
- 5ª in Super League ai campionati europei a squadre ( Čeboksary), staffetta 4×100 m - 44"41

2017
- 5ª in Super League ai campionati europei a squadre ( Villeneuve-d'Ascq), 100 m piani - 11"56
- 5ª in Super League ai campionati europei a squadre ( Villeneuve-d'Ascq), 200 m piani - 23"1 m

2019
- Argento in First League ai campionati europei a squadre ( Sandnes), 200 m piani - 23"81
- 4ª in First League ai campionati europei a squadre ( Sandnes), staffetta 4×100 m - 45"44

2021
- 5ª in First League ai campionati europei a squadre ( Cluj-Napoca), 100 m piani - 11"49
- 5ª in First League ai campionati europei a squadre ( Cluj-Napoca), 200 m piani - 23"79
- 5ª in First League ai campionati europei a squadre ( Cluj-Napoca), staffetta 4×100 m - 44"67